# Холодно (сингл)
«Холодно» — сингл, який з'явився у 2002 році і передував виходу альбому Суперсиметрія (2003) гурту «Океан Ельзи». Також у 2002 році у Львові був відзнятий відеокліп, режисером якого виступив Віктор Придувалов.

## Композиції
1. Холодно (4:34)
2. Susy (4:04)
3. Холодно (ambient version) (4:39)

## Музиканти
1. Святослав Вакарчук — вокал
2. Павло Гудімов — гітара
3. Юрій Хусточка — бас-гітара
4. Дмитро Шуров — клавішні
5. Денис Глінін — барабани